# Quadralien
Quadralien is een computerspel uit 1988 van het genre realtime puzzelspel. Het spel werd ontwikkeld door Astral Software uitgegeven door Logotron voor verschillende homecomputers uit die tijd. Het spel lijkt op Sokoban uit 1984. De speler bestuurt twee robots in 19 levels. Elke robot heeft verschillende eigenschappen. Het doel van het spel is de Quadraliens te verslaan.

## Platforms
- Amiga (1988)
- Atari ST (1988)
- DOS (1988)

## Ontvangst
| Beoordeeld door | Platform | Datum          | Score |
| --------------- | -------- | -------------- | ----- |
| Happy Computer  | Atari ST | juli 1988      | 70%   |
| Power Play      | Atari ST | juli 1988      | 70%   |
| Atari ST User   | Atari ST | september 1988 | 70%   |
| ST Action       | Atari ST | augustus 1988  | 67%   |